# Championnat de Malte de football 1955-1956
Navigation
Saison précédente Saison suivante
La saison 1955-1956 de First Division Maltaise est la quarante-et-unième édition de la première division maltaise.
Lors de cette saison, le Floriana FC a tenté de conserver son titre de champion face aux sept meilleurs clubs maltais lors d'une série de matchs se déroulant sur toute l'année.
Les huit clubs participants au championnat ont été confrontés à deux reprises aux sept autres.
C'est le Sliema Wanderers FC qui a été sacré champion de Malte pour la quatorzième fois.

## Les huit clubs participants
| Club                | Stade             | Capacité | Ville      |
| ------------------- | ----------------- | -------- | ---------- |
| Birkirkara-Luxol    | Infetti Ground    | 2 000    | Birkirkara |
| Floriana FC         | -                 | -        | Floriana   |
| Hamrun Spartans     | Victor Tedesco    | 6 000    | Hamrun     |
| Paola Hibernians FC | Hibernians Ground | 8 000    | Paola      |
| Rabat FC            | -                 | -        | Rabat      |
| Sliema Wanderers FC | Guze Fava Ground  | 4 000    | Sliema     |
| La Vallette FC      | -                 | -        | La Valette |
| Vittoriosa Stars FC | -                 | -        | Vittoriosa |

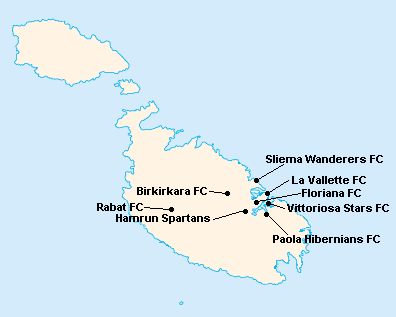
Localisation des clubs engagés dans le championnat.

L'île de Malte étant relativement petite, les clubs évoluent tous au stade National Ta'Qali (17 400 places). Certain cependant ont leur propre enceinte qu'ils peuvent éventuellement utiliser.

## Compétition

### Classement
| Rang | Équipe                  | Pts | J  | G  | N | P | Bp | Bc | Diff |
| ---- | ----------------------- | --- | -- | -- | - | - | -- | -- | ---- |
| 1    | Sliema Wanderers FC (C) | 24  | 14 | 12 | 0 | 2 | 48 | 12 | +36  |
| 2    | Floriana FC (T)         | 19  | 14 | 8  | 3 | 3 | 30 | 15 | +15  |
| 3    | Hamrun Spartans         | 14  | 14 | 5  | 4 | 5 | 19 | 19 | 0    |
| 4    | Birkirkara FC           | 13  | 14 | 4  | 5 | 5 | 16 | 22 | -6   |
| 5    | Paola Hibernians FC     | 13  | 14 | 5  | 3 | 6 | 13 | 23 | -10  |
| 6    | La Vallette FC          | 11  | 14 | 3  | 5 | 6 | 14 | 25 | -11  |
| 7    | Rabat FC                | 10  | 14 | 2  | 6 | 6 | 16 | 25 | -9   |
| 8    | Vittoriosa Stars FC (P) | 8   | 14 | 3  | 2 | 9 | 11 | 26 | -15  |

| Légende : Qualifications et relégations | Légende : Qualifications et relégations                                                     |
| --------------------------------------- | ------------------------------------------------------------------------------------------- |
|                                         | Relégation en Second Division Maltaise                                                      |
|                                         | (T) : Tenant du titre 1954-1955 (P) : Promu en 1954-1955 (C) : Vainqueur du Trophée Rothman |

## Bilan de la saison
| Tableau d'Honneur       |                     |
| Compétition             | Vainqueur           |
| First Division Maltaise | Sliema Wanderers FC |
| Trophée Rothman         | Sliema Wanderers FC |

| Promotions et relégations            |                     |
| Relégués en Second Division Maltaise | Vittoriosa Stars FC |
| Promus de Second Division Maltaise   | Marsa FC            |